# برناردا بريتش
برناردا بريتش (من مواليد 12 مايو 1991 ) هي لاعبة كرة طائرة كرواتية. وعضو في الفريق الوطني الكرواتي لكرة الطائرة للسيدات. وتلعب في كالسيت للكرة الطائرة منذ عام 2017.
مثلت المنتخب الكرواتي في بطولة العالم لكرة الطائرة للسيدات 2014 التي أقيمت في إيطاليا. 

## الأندية
- أوك رييكا (2009-2013)
- تيبوني أوربينو (2013-2014)
- ES Le Cannet (2014-2015)
- Neruda Volley (2015-2016)
- CSM Târgoviște (2016-2017)
- OK كوسترينا (2017)
- كالسيت للكرة الطائرة (2017 إلى الوقت الحاضر)

## روابط خارجية
- برناردا بريتش على موقع الاتحاد الأوروبي (الإنجليزية)
- برناردا بريتش على موقع عالم الكرة الطائرة (الإنجليزية)
- برناردا بريتش على موقع Ligue Nationale de Volley (الفرنسية)
- برناردا بريتش على موقع دوري الدرجة الأولى الإيطالي للكرة الطائرة - سيدات (الإيطالية)